# PJ Harvey
PJ Harvey   (Corscombe, 9 d'octubre de 1969), el nom complet de la qual és Polly Jean Harvey, és una intèrpret i compositora anglesa. Fou criada a Corscombe, Dorset i Yeovil, Somerset. Els seus pares eren tots dos admiradors de música de blues americana. La seva col·lecció de discs va exposar Harvey no solament al blues sinó també a Captain Beefheart, que es convertirien en les dues influències essencials a l'estil musical de Harvey.
Harvey és principalment vocalista i guitarrista, però també és competent amb una àmplia gamma d'instruments, incloent-hi el piano, l'orgue, baix, saxòfon, i l'autoarpa. Començà la seva carrera professional al principi de la dècada del 1990 formant una banda que anomenà PJ Harvey. Enregistrà els seus primers dos àlbums amb aquest trio, i quan es va dissoldre va continuar com a solista. Des de 1995 ha enregistrat els seus àlbums amb diversos músics, incloent-hi John Parish, Rob Ellis, Mick Harvey, i Eric Drew Feldman. També ha treballat extensament amb el productor Flood.
Musicalment, a Harvey li desagrada repetir-se, produint àlbums que poden sonar diferents d'un al següent. Ha experimentat amb diversos estils musicals com el rock, el pop, electrònica, i folk. També se la coneixc per canviar la seva aparença en cada àlbum nou, canviant l'estil de roba i el pentinat. Cada aspecte s'incorpora llavors a la imatge de l'àlbum, als vídeos musicals, i a les actuacions en viu. Sovint treballa de forma estreta amb la seva amiga, la fotògrafa Maria Mochnacz desenvolupant l'estil visual de cada àlbum.

## Biografia

### Joventut
Harvey naixé a Bridport, Dorset, creixé a la granja de la seva família a Corscombe, i assistí a l'escola en Beaminster pròxim. La filla d'un paleta i un escultor, Harvey creixé en una petita granja d'ovelles.

#### Automatic Dlamini (1987–1991)
Als dissets anys, Harvey acabà l'escola i començà a escriure les seves pròpies cançons. Col·laborà amb el saxòfon, guitarra, i cors a les seves primeres bandes de Somerset «Bologna», i «Polekats», i els «Three Stoned Weaklings», però fou amb «Automatic Dlamini» de Bristol on guanyà extensa experiència com intèrpret de banda. Format per John Parish el 1983, Automatic Dlamini constava d'una formació rotativa que incloïa Rob Ellis i Ian Olliver (els tres passarien a col·laborar amb Harvey en diversos projectes). Harvey trobà a Parish a través d'un amic mutu en 1987 i s'uní a la banda uns quants mesos més tard. Proporcionant guitarres i cors, viatjà amb la banda quan visitaven Europa en juny i juliol de 1989, i enregistrant un àlbum, Here Catch, Shouted His Father, que s'enregistrava en 1989-90 però mai publicat. Harvey digué que mentre a Automatic Dlamini, "Acabava no cantant molt però era simplement feliç d'aprendre com tocar la guitarra. Escrivia molt durant el temps que vaig ser amb ells però les meves primeres cançons eren una merda." Ella també atribuí a Parish per ensenyant-la a com actuar davant del públic, dient "després de l'experiència amb la banda de John i veient-lo actuar trobava que era enormement útil per mi com a artista per comprometre's amb gent en l'audiència, i probablement aprenia allò d'ell, entre altres coses."
Tot i que Harvey abandonà la banda el 1991, formà relacions personals i professionals duradores amb certs membres - especialment Parish - a qui s'ha referit com "el seu company d'ànima musical." Parish passaria finalment a coproduir els àlbums de Harvey To Bring You My Love (1995) i White Chalk (2007). També contribuïa musicalment a uns quants dels àlbums solistes de Harvey i ha anat de gira amb ella diverses vegades. Com a duo, la parella haver enregistrà dos àlbums on Parish escrivia la música i Harvey escrivia les lletres. Rob Ellis s'uní a la primera banda que Harvey formà el 1991 i també feu de bateria en molts dels àlbums de Harvey. Addicionalment, la xicota de Parish durant els últims anys 1980 era la fotògrafa Maria Mochnacz. Ella i Harvey esdevingueren amigues intimes i Mochnacz produí la majoria de les cobertes d'àlbum i vídeoclips de Harvey, contribuint significativament a la seva imatge.

#### Trio PJ Harvey (1991-1993)
Després de marxar d'Automatic Dlamini el gener de 1991, Harvey formà la seva pròpia banda anomenada PJ Harvey. El trio constava de Harvey a les veus i guitarra, Rob Ellis a la bateria i Ian Olliver al baix. Olliver més tard marxà al reaparegut Automatic Dlamini encara actiu i fou reemplaçat per Steve Vaughan. En l'anomenar del grup, Harvey comentava "No puc garantir que sempre voldrem tocar junts en el mateix format. Però sé que m'agradaria continuar escrivint cançons per a mi mateixa així que em semblà una bona idea fer servir el meu nom per anomenar el grup." El debut "desastrós" del trio fou al Sherborne's Antelope Hotel. Harvey més tard rememorava l'esdeveniment:
| « | Comencarem a tocar i suposo que hi havia al voltant de cinquanta persones, i durant la primera cançó es va buidar completament. Només havien quedat dues persones. I una dona se'ns va acostar, es va acostar al meu bateria mentre estàvem tocant i li va cridar: "No us adoneu que no li agradeu a ningú! Us pagarem, podeu deixar de tocar, us pagarem igual! | » |

En aquell temps, Harvey també havia completat un curs d'art al Yeovil Art College i s'havia inscrit per estudiar escultura a Central Saint Martins College of Art & Design a Londres, encara indecísa pel que fa a la seva futura carrera.
Harvey es traslladà a Londres i publicava el seu single de debut "Dress" al segell discogràfic independent Too Pure l'octubre de 1991. Fou escollit per votació el “senzill de la setmana” a Melody Maker dirigit pel periodista musical John Peel, que admirava "la manera en que Polly Jean sembla aixafada pel pes de les seves pròpies cançons i arranjaments, com si l'aire s'estigués xuclant literalment fora d'ella... admirable si no sempre divertit." La primavera següent publicava un segon single igualment aclamat, Sheela Na Gig, i el seu primer LP Dry el 1992, un àlbum que Kurt Cobain de Nirvana citava als seus primers 20 àlbums favorits, al llibre Journals. També publicà una edició limitada d'un LP doble que contenia l'àlbum Dry i les demos de Dry, titulada Dry Demonstration. El trio d'indie rock amb guitarres distorsionades mesclava elements del punk rock, el blues i el grunge, guanyà ràpidament seguidors a les dues bandes de l'Atlàntic. Rolling Stone anomenà a PJ Harvey la millor compositora de 22 anys i la millor cantant revelació femenina. .

### Treball no musical
Deixant de banda la seva carrera musical més coneguda, Harvey interpretà el paper de Magdalena, un paper contemporani basat en Maria Magdalena a la pel·lícula de Hal Hartley de 1998 The Book of Life, i feu un cameo com a “Bunny Girl” al curtmetratge de Sarah Miles A Bunny Girl's Tale. És també una consumada escultora que ha fet que s'exhibeixin peces seves a la “Lamont Gallery and the Bridport Arts Centre”. El 2010 fou dissenyadora convidat per a l'especial d'estiu de la revista literària de Francis Ford Coppola Zoetrope: All-Story. El número presentava pintures i dibuixos de Harvey al costat de contes de Woody Allen, Ann Packer, entre d'altres.

## Vida privada
Entre bastidors, Harvey ha conreat una reputació d'excentricitat concordant amb la seva música; per exemple, Steve Albini afirmà que no menjava res excepte patates mentre feia Rid of Me.
Harvey es descriu a si mateixa com "una persona extremadament silenciosa, que no surt gaire, no parla amb gent", i rebutja la noció que les seves cançons siguin autobiogràfiques. Deia per a The Times el 1998, "El mite de l'artista torturat és galopant. La gent em pinta com alguna classe de diable que practica màgia negra de l'infern, que haig de ser retorçada i fosca per fer el que estic fent. És un munt de merda".
Més tard deia per a Spin, "Alguns crítics han pres la meva escriptura tan literalment al punt que escoltaran 'Down by the Water' i creuran que he donat de fet naixement a un nen i l'he ofegat."
El 2006 la revista Blender la inclogué en la seva llista de les dones més calentes del rock, anomenant-la una "fetillera de blues-rock traficant unes turmentades lletres de cançons entre la política social i la foscor".
En una entrevista de 2007, Harvey manifestava que li agradaria reunir-se amb artistes amics Tori Amos i Björk, tal com les tres es presentaven a la coberta de Q magazine el 1994
Harvey tenia una relació i col·laborà amb Nick Cave el 1996 en dues cançons de l'àlbum Nick Cave and the Bad Seeds «Murder Ballads». La seva subsegüent ruptura també influïa l'àlbum de seguiment de Cave, The Boatman's Call amb cançons com "Into My Arms", sent "West Country Girl" i "Black Hair" específicament sobre ella. Harvey ha dit que li agradaria tenir nens, afegint, "No ho consideraria llevat que em casés. Hauria de conèixer algú amb qui volgués passar la resta de la meva vida. Aquella és l'única persona que voldria com a pare dels meus fills. Potser això no passarà mai. Òbviament el veig en una manera molt racional però m'agradaria tenir fills.".
L'abril de 2008, era convidada a Private Passions - el programa de discussió de música biogràfic presentat per Michael Berkeley en BBC Radio 3- i sobre l'espectacle, seleccionava part de la seva música favorita, incloent-hi peces d'Arvo Pärt, Ralph Vaughan Williams, Howe Gelb i Nina Simone.

## Discografia
Àlbums d'estudi
- Dry (1992)
- Rid of Me (1993)
- To Bring You My Love (1995)
- Is This Desire? (1998)
- Stories from the City, Stories from the Sea (2000)
- Uh Huh Her (2004)
- White Chalk (2007)
- Let England Shake (2011)
- The Hope Six Demolition Project (2016)
- I Inside the Old Year Dying (2023)

Compilacions
- 4-Track Demos (1993)
- The Peel Sessions 1991–2004 (2006)

Col·laboracions
- Dance Hall at Louse Point (amb John Parish) (1996)
- A Woman a Man Walked By (amb John Parish) (2009)